# Tiroteo en la escuela secundaria Lindhurst
El Tiroteo en la escuela secundaria Lindhurst fue un tiroteo escolar y posterior asedio ocurrido el 1 de mayo de 1992 en el Lindhurst High School de Olivehurst, California, Estados Unidos. El pistolero, Eric Houston, de 20 años, era un antiguo alumno del instituto. Houston mató a tres alumnos y a un profesor e hirió a nueve alumnos y a un profesor antes de entregarse a la policía. Houston fue condenado a muerte por los asesinatos, y actualmente se encuentra en el corredor de la muerte de California, en la prisión estatal de San Quintín.

## Trasfondo
La escuela secundaria Lindhurst, donde se produjo el tiroteo, tiene un alumnado multiétnico, procedente en su mayoría de entornos pobres y de clase trabajadora.

## Tiroteo y asedio
Houston llegó al campus armado con una escopeta de bombeo calibre 12 y un rifle recortado calibre 22. sobre las 14:40 p. m. del 1 de mayo. Al entrar en la escuela, disparó mortalmente al profesor Robert Brens, su profesor de educación cívica durante el último curso. Disparó y mató a Judy Davis, una alumna de 17 años de la clase de Brens. A continuación, Houston atravesó el pasillo fuera del aula y disparó mortalmente en el pecho al estudiante Jason Edward White. Más adelante, Houston apuntó con su escopeta a otra estudiante, Angela Welch. Sin embargo, antes de que pudiera disparar su arma, otro estudiante, Beamon Aton Hill, de 16 años, la empujó para ponerla a salvo, recibiendo una única bala mortal en un lado de la cabeza. Los disparos hirieron a otras diez personas.
Houston entró entonces en un aula con unos 25 o 30 estudiantes dentro. Según los informes, Houston enviaba al estudiante Andrew Parks a recuperar más rehenes, amenazando con que, si no volvía, mataría a otro estudiante, y llegó a mantener secuestrados a más de 80 estudiantes. Mantuvo un enfrentamiento con la policía durante ocho horas antes de entregarse a las autoridades.

## Secuelas

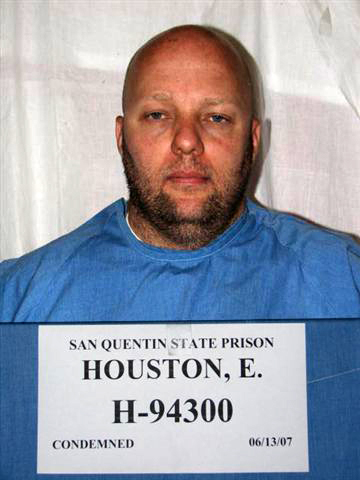
Houston en 2007.

Mientras estaba bajo custodia policial, Houston declaró que estaba abatido por haber perdido su trabajo y enfadado por no haberse graduado en el instituto ni haber obtenido el GED. Afirmó estar "fuera de la realidad" cuando cometió los asesinatos. También confesó guardar rencor a su antiguo profesor de Educación Cívica, Robert Brens, que suspendió a Houston en su clase. El 21 de septiembre de 1993, Houston fue declarado culpable de todos los cargos que se le imputaban y condenado a muerte. En 2012, el Tribunal Supremo de California confirmó su pena de muerte. Actualmente espera su ejecución en la prisión estatal de San Quintín. Eric Houston también declaró que no había avisado a la escuela de su llegada al campus, como algunos alegaron. Sus declaraciones se presentaron como prueba tanto en el juicio civil como en el penal. En 2022, Houston sigue en el corredor de la muerte.
Se erigió un parque conmemorativo en McGowan Parkway, en Olivehurst, California, en recuerdo de las cuatro personas que murieron aquel día.

## Película
Detención: El asedio en Johnson High. (también conocida como Hostage High y Target for Rage) es una película de 1997 basada en el tiroteo del instituto Lindhurst. La serie de televisión Hostage Do or Die también produjo un episodio recreando los acontecimientos del tiroteo y el enfrentamiento. El episodio se emitió el 29 de diciembre de 2011.